# West India Docks
West India Docks – zespół trzech doków portowych we wschodnim Londynie, w północnej części dzielnicy Isle of Dogs (gmina Tower Hamlets), dawniej stanowiących część portu londyńskiego. Wyłączone z eksploatacji w 1980 roku, zostały zachowane ze względów krajobrazowych. Wokół nich powstał kompleks biurowy Canary Wharf.

## Historia
Kompleks zbudowano w latach 1799–1806; pierwszy z doków otwarto w 1802 roku. W pierwotnym kształcie obejmował dwa równoległe, prostokątne doki – północny, importowy o powierzchni 30 akrów (ok. 12 hektarów), gdzie prowadzono rozładunek statków, i południowy (obecnie środkowy), eksportowy o powierzchni 24 akrów (ok. 10 hektarów), na którym prowadzono załadunek. Na wschodzie i zachodzie doki połączone były za pośrednictwem śluz z dwoma mniejszymi zbiornikami wodnymi, a każdy z nich poprzez kolejną śluzę – z Tamizą. Zbiornik wschodni umożliwiał dostęp do doków statkom handlowym, a zachodni – mniejszym gabarytowo lichtugom. Wzdłuż nabrzeży doku importowego wzniesiono ciągi magazynów, a nad dokiem eksportowym pojedyncze magazyny wolnostojące.
W bezpośrednim sąsiedztwie doków, na południe od nich, w latach 1800–1805 zbudowano kanał, który pozwalał statkom na żeglugę w górę Tamizy, omijając zakole rzeki wokół Isle of Dogs, tym samym skracając podróż o około 4 km. Kanał okazał się przedsięwzięciem nierentownym, toteż w 1829 roku został przystosowany do funkcji doku portowego. Wykorzystywany był przede wszystkim do załadunku drewna. W latach 1866–1870 dok poddano przebudowie, poszerzeniu i pogłębieniu, na kształt zbliżony do dwóch wcześniejszych doków.
Budowa doków miała pomóc rozwiązać problem nadmiernego zatłoczenia londyńskiego portu. W XVIII wieku liczba statków handlowych zawijających do portu oraz ilość przewożonego towaru uległy zwielokrotnieniu, przekraczając zdolności przeładunkowe nabrzeży wzdłuż brzegów Tamizy. Sytuacja była szczególnie kłopotliwa w okresie od lipca do października, kiedy do Londynu przybywały w dużej liczbie statki z kolonii w Indiach Zachodnich (tzw. westindiameny), co wynikało z sezonowości atlantyckich wiatrów. Nagminna była kradzież towarów ze statków oczekujących na rozładunek na środku Tamizy. Budowę doków dla statków obsługujących handel zachodnioindyjski uznano za sprawę najwyższej wagi państwowej i usankcjonowano ustawą parlamentu brytyjskiego. W uroczystości położenia kamienia węgielnego pod pierwszy z magazynów w 1800 roku wziął udział premier William Pitt. Po otwarciu doków typowy czas oczekiwania statków skrócił się z czterech tygodni do czterech dni. Problem kradzieży niemal całkowicie wyeliminowano, m.in. poprzez budowę 10-metrowego muru i fosy wokół terenu portowego, oraz ulokowanie doków w oddaleniu od miasta. Konstrukcja West India Docks stanowiła jedno z największych przedsięwzięć inżynieryjnych w ówczesnej historii Wielkiej Brytanii.  Naczelnym inżynierem odpowiedzialnym za budowę doków był William Jessop, a bezpośredni nadzór nad budową w początkowej fazie sprawował Ralph Walker. W roli konsultanta zaangażowany był także John Rennie. Były to pierwsze z wielu, a jednocześnie jedne z najbardziej okazałych, doków zbudowanych w XIX-wiecznym Londynie.
W celu zapewnienia zwrotu kosztów inwestycji wszystkie statki handlowe przybywające do Londynu z Indii Zachodnich zostały zobowiązane do rozładunku w obrębie West India Docks, za co pobierane były opłaty. Obowiązek ten pozostał w mocy przez 21 lat od otwarcia pierwszego z doków, tj. do 1823 roku. Głównymi towarami wwożonymi do kraju przez te doki były w tym okresie: cukier, rum i kawa, także drewno egzotyczne. Towary z Indii Zachodnich stanowiły znaczną część ładunku do XX wieku, jednak wraz z upływem okresu wyłączności na ich rozładunek, zaczęto go prowadzić także na terenie innych, konkurencyjnych doków. Jednocześnie w West India Docks podjęto rozładunek innych towarów – w pierwszej połowie XIX wieku m.in. drewna z krajów bałtyckich, zboża oraz guana, a w drugiej połowie – wełny i mrożonego mięsa. Po II wojnie światowej znaczną część wwożonych przez te doki towarów stanowiły owoce.
W latach 60. XX wieku, w związku z popularyzacją transportu kontenerowego, nieprzystosowane do obsługi kontenerów doki londyńskie zaczęto zamykać; West India Docks jako jedne z ostatnich, w 1980 roku. Wkrótce rozpoczęto rewitalizację otaczającego je obszaru. W 1982 roku nad dok północny przeniesiono hurtowy targ rybny Billingsgate Market. W latach 1983–1987 zbudowano linię kolei Docklands Light Railway, przebiegającą w poprzek nad wszystkimi trzema dokami. Również w latach 80. wokół doków, które zachowano ze względów na ich walory krajobrazowe, rozpoczęto budowę kompleksu biurowego Canary Wharf, która trwała do początku XXI wieku. Do dziś zachowała się część pierwotnej zabudowy magazynowej; dawne magazyny wpisane do rejestru zabytkowych budynków jako obiekt klasy I, zostały przystosowane do funkcji mieszkalnej i gastronomicznej. W jednym z nich mieści się muzeum poświęcone historii dzielnicy portowej – Museum of London Docklands. Zabytkiem klasy I są również elementy konstrukcyjne dwóch najstarszych doków (północnego i środkowego).

## Galeria

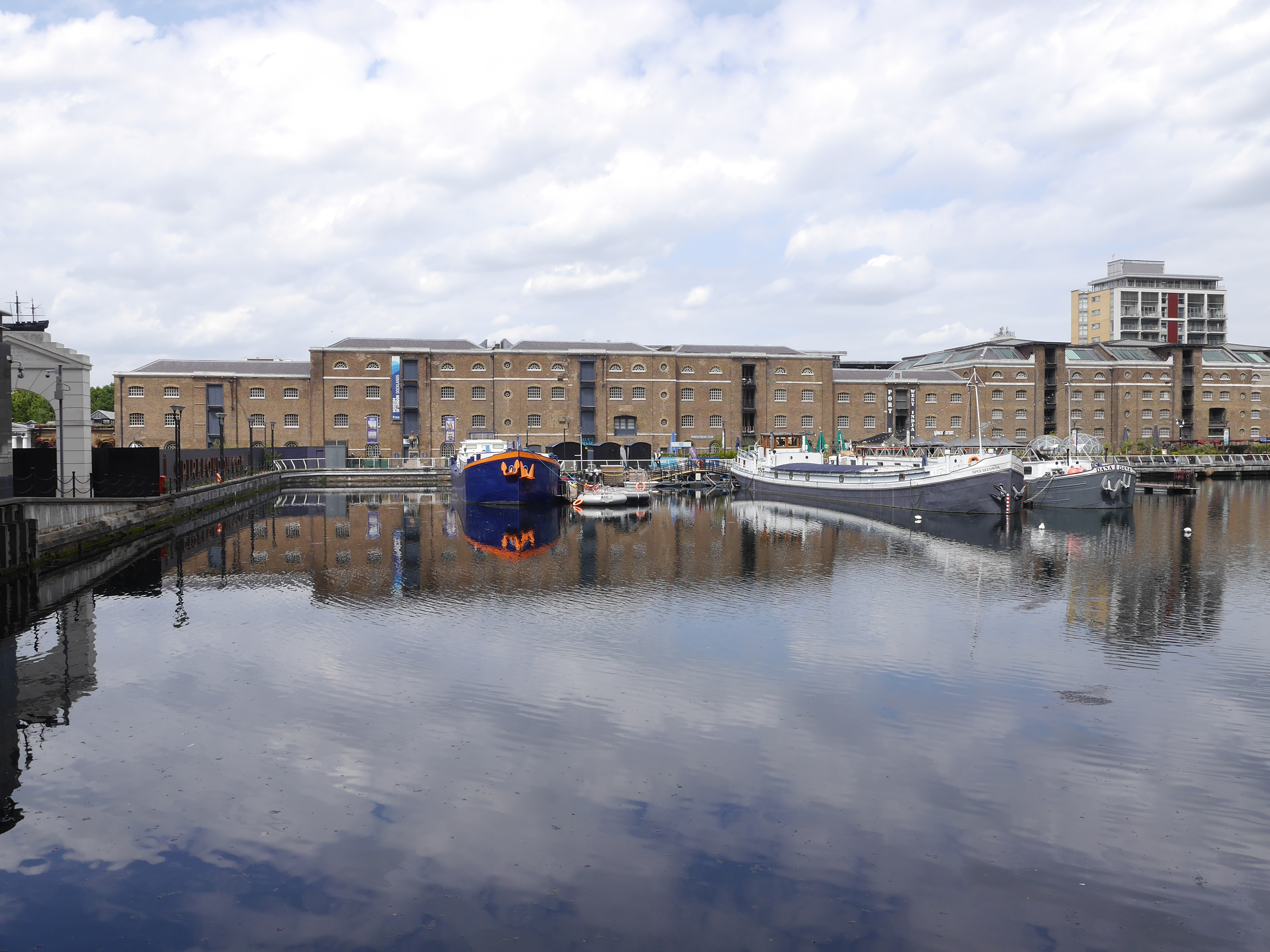
Zachowane XIX-wieczne magazyny nad dokiem północnym
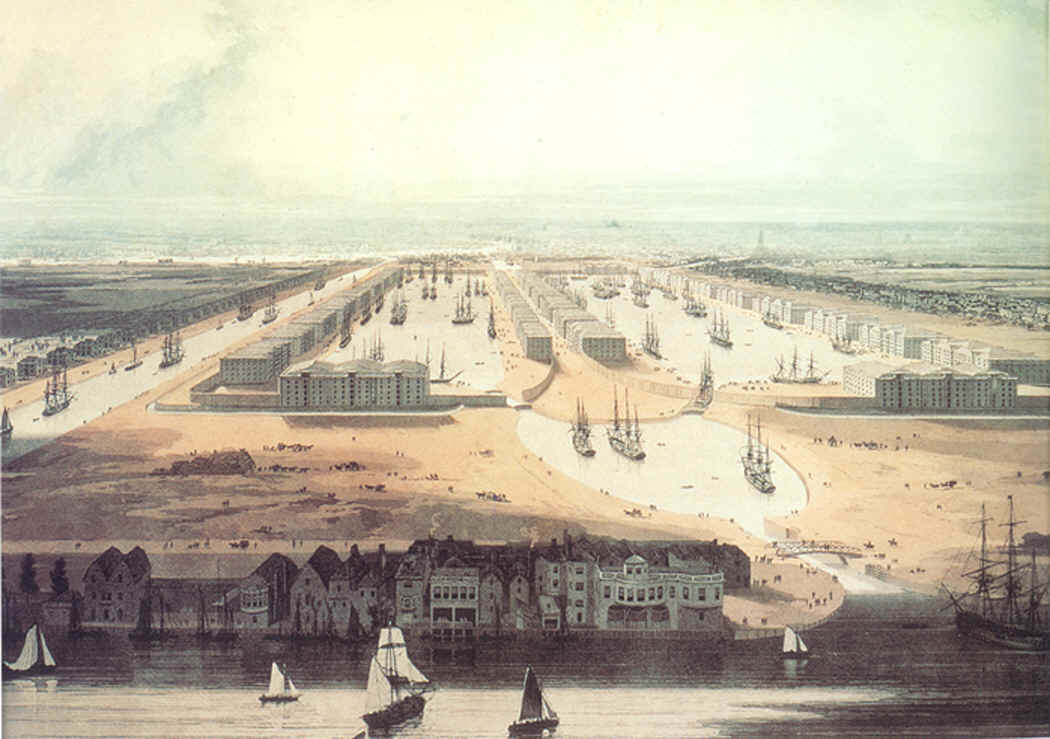
Ilustracja z 1802 r. przedstawiająca doki w kształcie zbliżonym do pierwotnego
Dok północny na ilustracji Thomasa Shepherda(inne języki) z 1830 r.
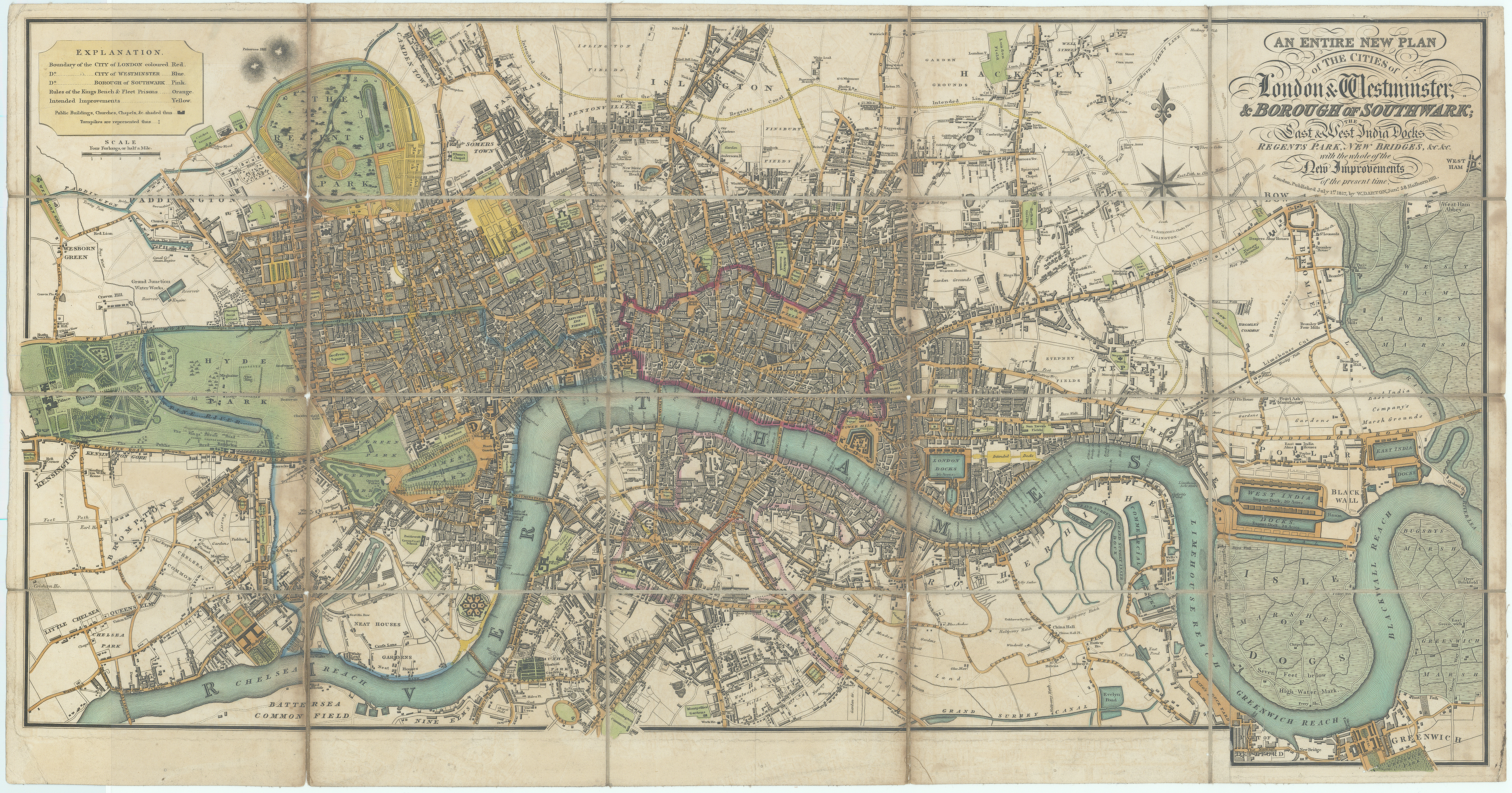
Plan Londynu z 1817 r.; West India Docks widoczne blisko prawej (wschodniej) krawędzi mapy